# 陈佳洱
陈佳洱（1934年10月1日—），上海人，中国加速器物理学家，核物理学家，中国科学院院士，曾任北京大學校長（1996年－1999年），亚太物理学会联合会主席。

## 生平
1934年10月1日出生于上海市。1950年就读于大连工学院（现大连理工大学）物理系。1952年因院系调整转入长春东北人民大学物理系。1954年毕业于长春东北人民大学（现吉林大学）物理系。
1955年开始在北京大学技术物理系任教，曾任教研室主任、系副主任。
1963年至1965年应英国皇家学会邀请到牛津大学核物理系和卢瑟福高能研究所访问，进行串级静电加速器和等时性回旋加速器的研究。文革動亂結束後，他1978年参加全国科学大会，稱讚科學重回正軌。1982年至1984年应英国皇家学会赴美国石溪大学和劳伦斯伯可利国家实验室作访问科学家。
1984年8月任北京大学副校长兼研究生院院长。1986年兼任北京大学重离子物理研究所所长。1986年6月，中国科学技术协会第三次全国代表大会在北京召开，选举产生第三届全国委员会。6月28日，第三届全国委员会第一次会议召开，推举其担任常务委员。1993年11月当选为中国科学院数学物理学部委员。1996年8月至1999年12月任北京大学校长。
1998年任亚太物理学会联合会主席。
1999年12月至2003年12月任国家自然科学基金委员会主任。2001年6月，中国科学技术协会第六次全国代表大会召开，并选举其出任第六届全国委员会荣誉委员。

## 贡献
他于1958年带领团队建成了中国第一台30 MeV电子感应加速器，并在20世纪60年代在国际上首次提出了诊断等时性回旋加速器越隙共振的实验判据。他还开发了一种有效抑制振幅增长的方法，提高了束流传输效率。
在20世纪70年代中期，陈佳洱开始着手研制螺旋波导聚束器，并成功实现了稳定运行。他还提出建造端电压为4.5 MV的静电加速器的建议，并与团队合作完成了该加速器的建造与调试，使得北京大学成为中国第一个具备4.5 MV加速能力的研究机构，为中子物理实验和核参数测量提供了全新的工具。
陈佳洱推动了北京大学重离子物理研究所对激光加速的关注并成立了激光加速研究小组。他与研究小组成员一起进行了离子加速作为突破口的研究，并首次提出了激光稳相光压加速的初步想法。通过与德国和美国的合作伙伴一起进行国际合作研究，陈佳洱在激光稳相加速机制方面取得了突破性进展，提高了离子加速的效率。
除此之外，陈佳洱还在加速器质谱、射频四极场加速器和射频超导加速器等方面进行了重要研究，带领团队成功研制了中国首台可进行批量碳14样品测量的AMS装置。

## 家庭
父亲是儿童文学作家陈伯吹。陈佳洱的三个儿子亦从事科研工作。
堂弟为国务院港澳办前常务副主任陳佐洱、指挥家陈佐湟。